# Puerta del beso
La Puerta del beso (en rumano Poarta sărutului) es una escultura de travertino realizada por el escultor Constantin Brâncuşi, que forma parte del tríptico del Conjunto escultural Constantin Brâncuşi. Se encuentra en el callejón de la entrada del parque de la ciudad de Târgu Jiu, está hecha de piedra porosa, extraída de las minas que se encuentran por los alrededores. La escultura está formada por columnas anchas, paralelas, que apoyan una especie de techo de unas dimensiones mayores que las de las columnas, teniendo este la anchura de 6,45 m, la altura de 5,13 m. y el grosor de 1,69 m.
En las caras de cada una de las columnas se encuentra el símbolo del beso, dos mitades pertenecientes a un círculo muy característico de la obra de Brâncuşi. El techo tiene incrustado otro símbolo, como una especie de filigrana. Además, en la filigrana misma hay incrustaciones que confieren una especie de techo a la puerta, como si estuviera cubierta de tejas. La bóveda de la puerta tiene una delicada ornamenta lineal, una continuidad con pequeños arcos y, más arriba encontramos la continuación de unos óvalos idénticos, como si fueran el contorno de la cara y de los hombros.
La Puerta del beso parece un arco del triunfo, simbolizando el triunfo de la vida por encima de la muerte.
Esta escultura fue esculpida en la primera mitad del año 1938, y fue finalizada el 20 de septiembre. Igual que en la Columna del infinito, la idea de la puerta era más antigua que la materialización del monumento.
En 1907, Brâncuşi realizó una primera versión del beso que, simplificada se convertía en un monumento funerario del cementerio de Montparnasse. En 1916, el escultor termina una columna del beso, formada por la unión de 4 bloques donde las figuras y los cuerpos unidos casi no se distinguen.
El catálogo de la exposición personal de Brâncuşi de 1933-1934 en Brummer Gallery de Nueva York menciona también la presencia de una Columna del beso como parte del proyecto el Templo de las contemplaciones, al que el escultor iba a levantar en Indore. Refiriéndose a estas columnas, Brâncuşi le confesaba a la escultora Malvina Hoffman: «Al principio esculpí en piedra el grupo de esos dos seres entrelazados; luego, después de mucho tiempo pensé en una puerta por la que se pudiera traspasar este mundo. Hace un año tuve la intención de añadir las siluetas en los detalles que están por encima de la puerta».
Los detalles del beso con los que las columnas están decoradas se parecen a unas enormes pupilas que se encuentran a lo largo de la Puerta.